# Hugo Panasco Alvim
Hugo Panasco Alvim (Rio de Janeiro, 12 de junho de 1901 - 29 de julho de 1978) foi um marechal do Exército Brasileiro. Veterano da Segunda Guerra Mundial, exerceu comando da Força Interamericana de Paz, constituída pela Organização dos Estados Americanos para a intervenção na guerra civil da República Dominicana.

## Biografia

### Oficial

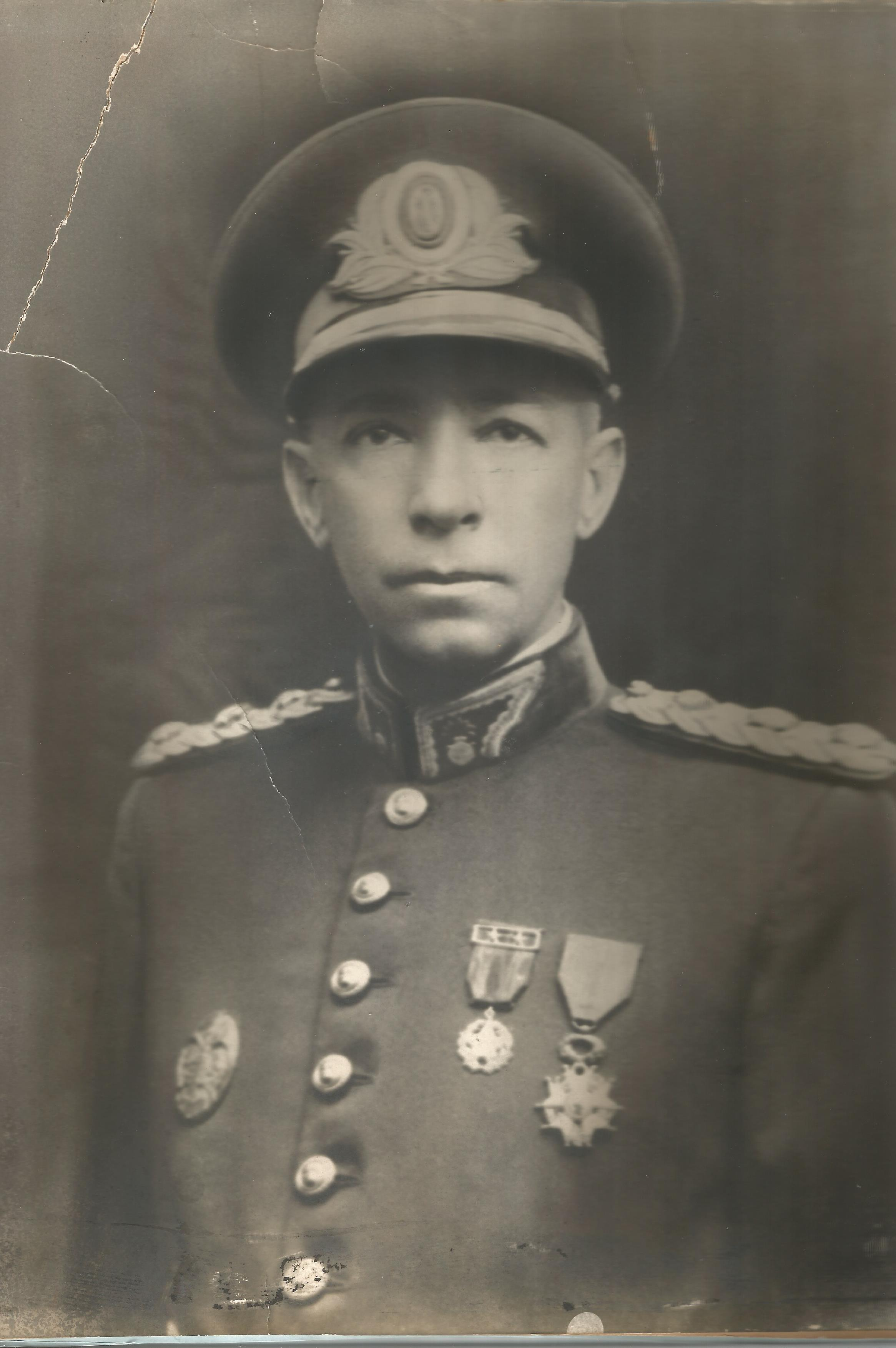
Tenente coronel Hugo Alvim, no comando do IV Grupo de Artilharia (atual 11.º Grupo de Artilharia de Campanha) da Força Expedicionária Brasileira durante a Segunda Guerra Mundial.

Hugo Panasco Alvim nasceu no Rio de Janeiro, na época Distrito Federal, no dia 12 de junho de 1901.
Sentou praça em abril de 1919, ingressando na Escola Militar do Realengo, no Rio de Janeiro. Declarado aspirante a oficial em janeiro de 1922, foi promovido a segundo-tenente em abril do mesmo ano e a primeiro-tenente em junho de 1923. Foi promovido a capitão em novembro de 1932. Entre 1935 e 1937 fez o curso da Escola Superior de Guerra da França, sendo promovido a major em agosto de 1940.
Quando o Brasil entrou na Segunda Guerra Mundial, Alvim cursou a Escola de Artilharia de Fort Sill, em Oklahoma, nos Estados Unidos. Enviado à Itália como parte da Força Expedicionária Brasileira, foi promovido a tenente-coronel e designado para comandar o 1º Regimento de Artilharia Pesada Curta, durante a guerra conhecido IV Grupo de Artilharia, e atualmente denominado 11.º Grupo de Artilharia de Campanha, o Grupo Montese, em referência a batalha de Montese, na qual tiveram parte. Exerceu este Comando entre janeiro de 1944 e janeiro de 1946.

### Oficial General
Foi promovido a general de brigada em agosto de 1956, e assumiu sucessivamente o comandado de duas escolas militares: a Academia Militar das Agulhas Negras, no período de 20 de março de 1956 a 30 de janeiro de 1958, e a Escola de Comando e Estado-Maior do Exército, entre 28 de fevereiro de 1958 e 19 de janeiro de 1960. Posteriormente, foi comandante da 9ª Região Militar, em Campo Grande.
Por ocasião da X Reunião de Consulta dos Ministros das Relações Exteriores, na qual se instituiu uma missão de pacificação no âmbito da Organização dos Estados Americanos para lidar com a guerra civil na República Dominicana, o governo brasileiro indicou Alvim para o comando da Força Interamericana de Paz (FIP). Sobre a missão da FIP, disse que era "uma grande experiência internacional, tendo em vista evitar conflitos, mesmo os de ordem interna, como é o caso de São Domingos, na América."  O general Alvim foi posteriormente substituído no comando pelo general de brigada Álvaro Alves da Silva Braga.
Foi promovido a general de exército em novembro de 1964.
Chefiou o Departamento-Geral do Pessoal, entre 30 de maio e 25 de outubro de 1966.
Em maio de 1966 passou para a reserva, com a posto de marechal.
Hugo Panasco Alvim era casado com Maria Ofélia Cabral Alvim, com quem teve um filho, o também militar Júlio César Alvim. Morreu de parada cardiorrespiratória em 29 de julho de 1978. Em maio de 2020, o 11º Grupo de Artilharia de Campanha inaugurou o Espaço Cultural Hugo Panasco Alvim, "visando perpetuar os feitos históricos desta Unidade Expedicionária."